# Penny Dreadful (série télévisée)
Pour les articles homonymes, voir Penny Dreadful (homonymie).
Penny Dreadful: City of Angels
Penny Dreadful est une série télévisée américano-britannique en vingt-sept épisodes d'environ 50 minutes créée par John Logan et diffusée entre le 11 mai 2014 et le 19 juin 2016 sur Showtime aux États-Unis et depuis le 20 mai 2014 sur Sky Atlantic au Royaume-Uni. Au Canada, elle est diffusée en simultané des États-Unis sur The Movie Network / Movie Central.
En France, la série a été diffusée entre le 15 septembre 2014 et le 21 juin 2016 sur le service Netflix France, en Suisse, Belgique ainsi qu'au Luxembourg, entre le 19 septembre 2014 et le 21 juin 2016 sur le service Netflix respectif à chaque pays et au Québec, depuis le 3 avril 2015 sur Super Écran puis rediffusée en clair à partir du 3 avril 2017 sur Ztélé.
Elle est suivie par un spin-off, intitulé Penny Dreadful: City of Angels, lancé en 2020.
La série propose de revisiter tour à tour tous les contes et histoires d'horreur qui se lisaient à cette époque-là dans les revues (les fameuses Penny dreadful, nommées ainsi car elles coûtaient un penny et étaient effrayantes), intégrant les personnages, les créatures et les intrigues dans le Londres victorien.

## Synopsis
Londres, 1891, une menace quasi invisible massacre la population. Vanessa Ives, une jeune femme aux pouvoirs magiques puissants et hypnotiques, rencontre et propose à Ethan Chandler, un homme rebelle et violent, de s'allier à elle ainsi qu'à Sir Malcolm, un homme riche d'un certain âge aux ressources intarissables, pour combattre cette nouvelle menace.

## Distribution

### Acteurs principaux
- Eva Green (VF : Stéphanie Hédin) : Vanessa Ives
- Josh Hartnett (VF : Frédéric Popovic) : Ethan Chandler
- Timothy Dalton (VF : Edgar Givry) : Sir Malcolm Murray
- Harry Treadaway (VF : Alexis Tomassian) : Dr Victor Frankenstein
- Rory Kinnear (VF : Guy Vouillot) : Caliban / John Clare, la créature de Frankenstein
- Billie Piper (VF : Sylvie Jacob) : Brona Croft / Lily
- Danny Sapani (VF : Daniel Njo Lobé) : Sembene (saisons 1 et 2)
- Reeve Carney (VF : Rémi Caillebot) : Dorian Gray
- Helen McCrory (VF : Anne Rondeleux) : Mme Kali / Evelyn Poole (récurrente saison 1, principale saison 2)
- Simon Russell Beale (VF : Michel Prud'homme) : Ferdinand Lyle (récurrent saisons 1 et 3, principal saison 2)
- Patti LuPone (VF : Julie Carli) : Joan Clayton (récurrente saison 2) / Dr Seward (principal saison 3)
- Wes Studi (VF : Luc Bernard) : Kaetenay (principal saison 3)

Photos des acteurs principaux
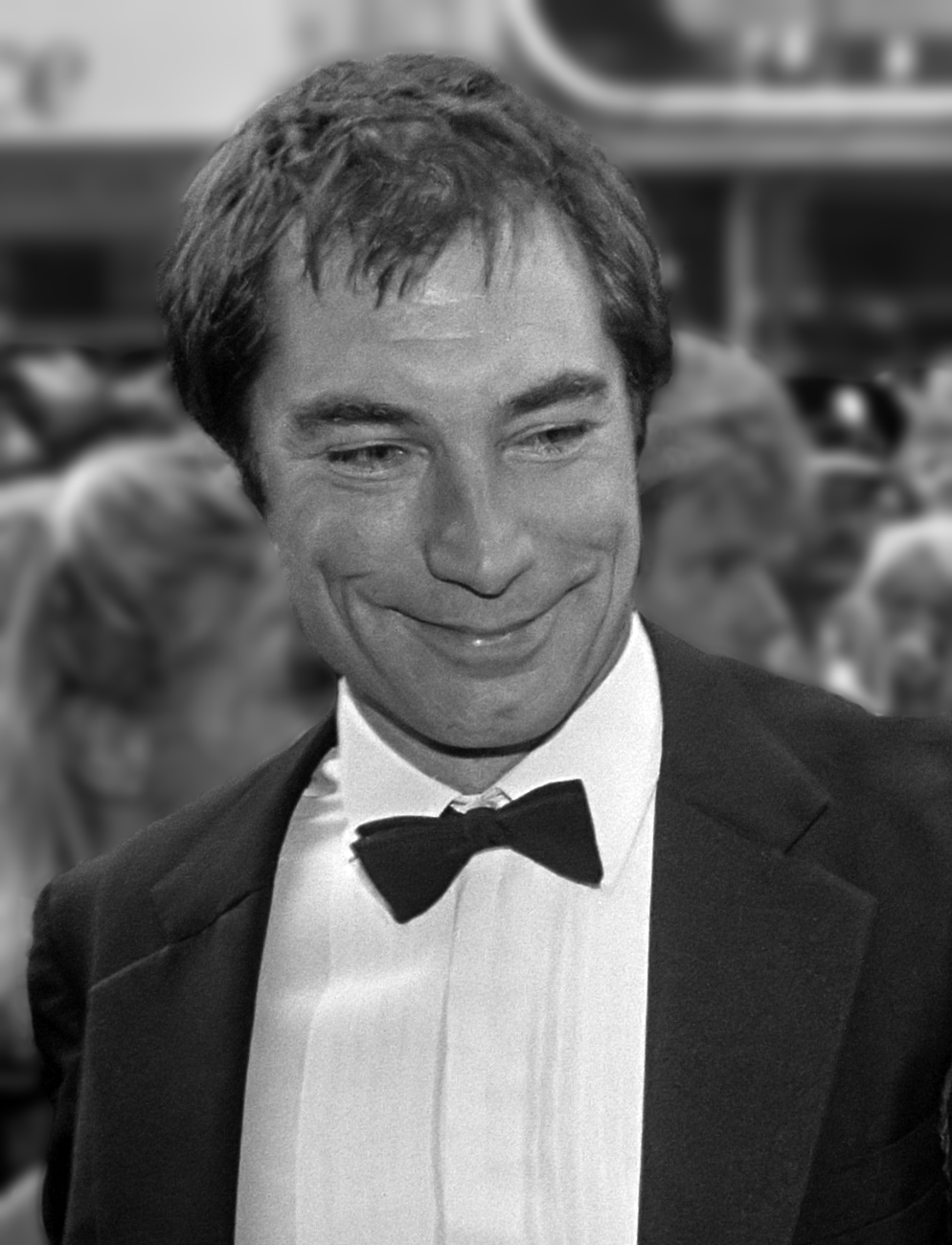
Timothy Dalton (Sir Malcolm Murray)
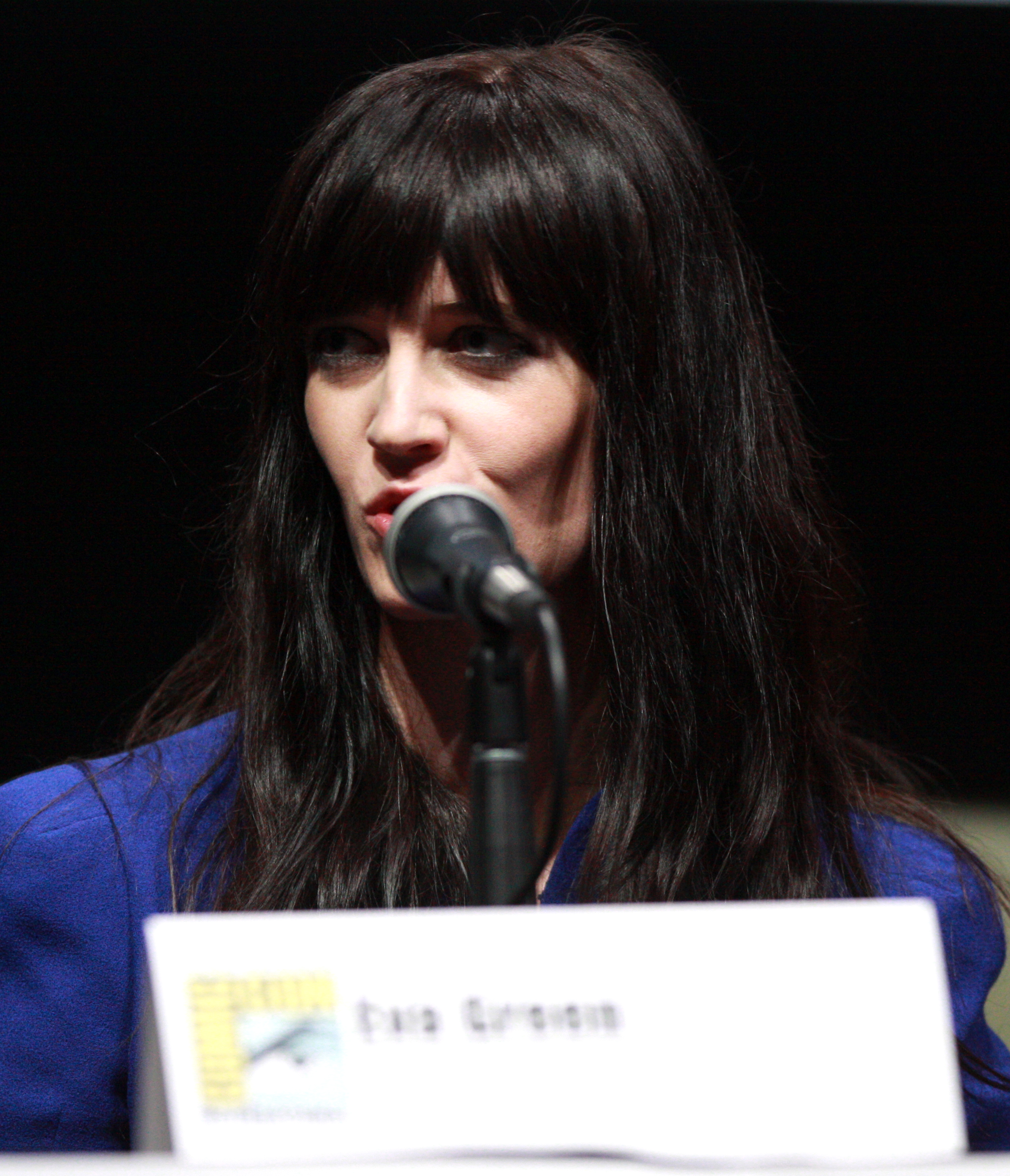
Eva Green (Vanessa Ives)
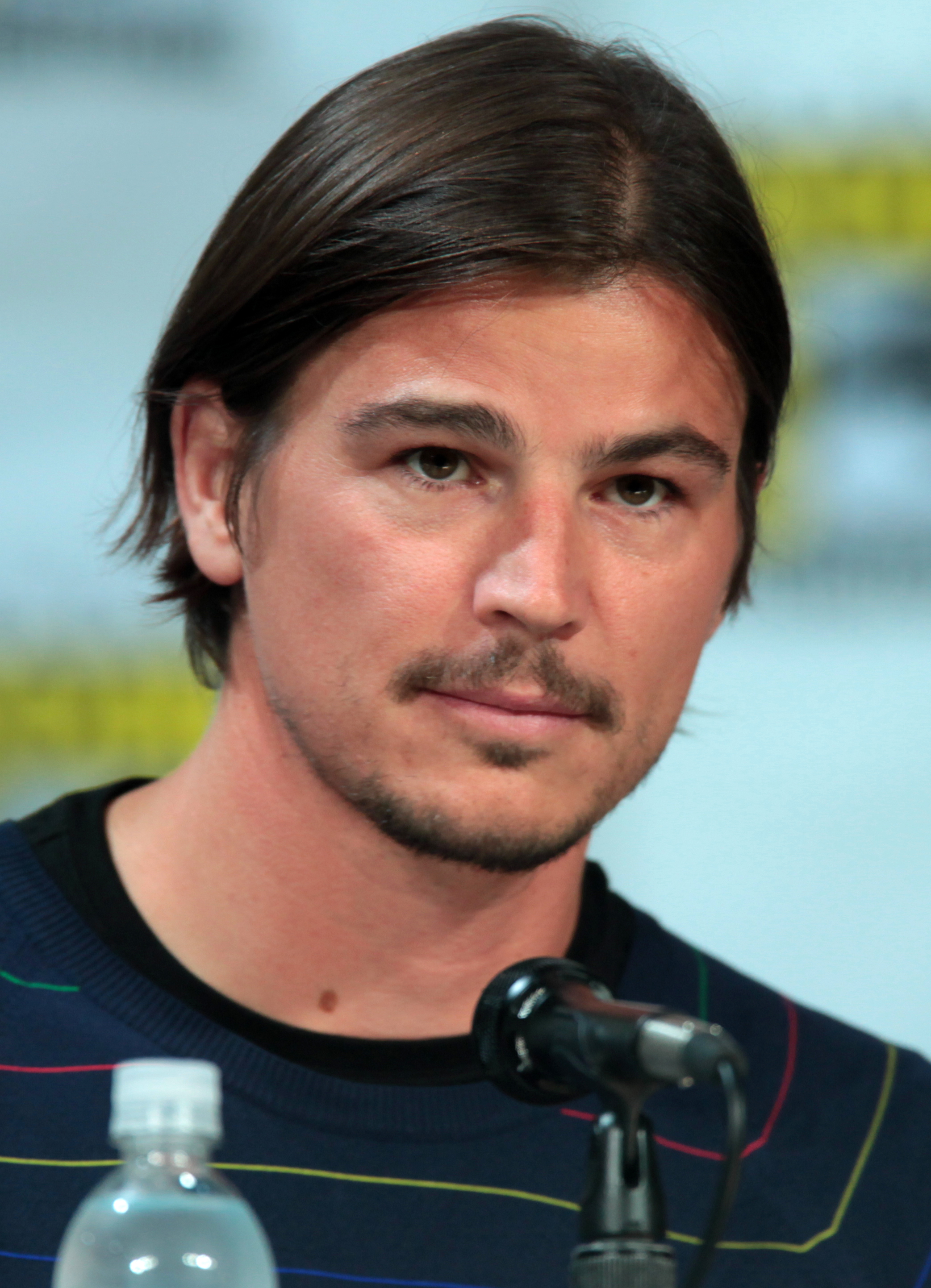
Josh Hartnett (Ethan Chandler)
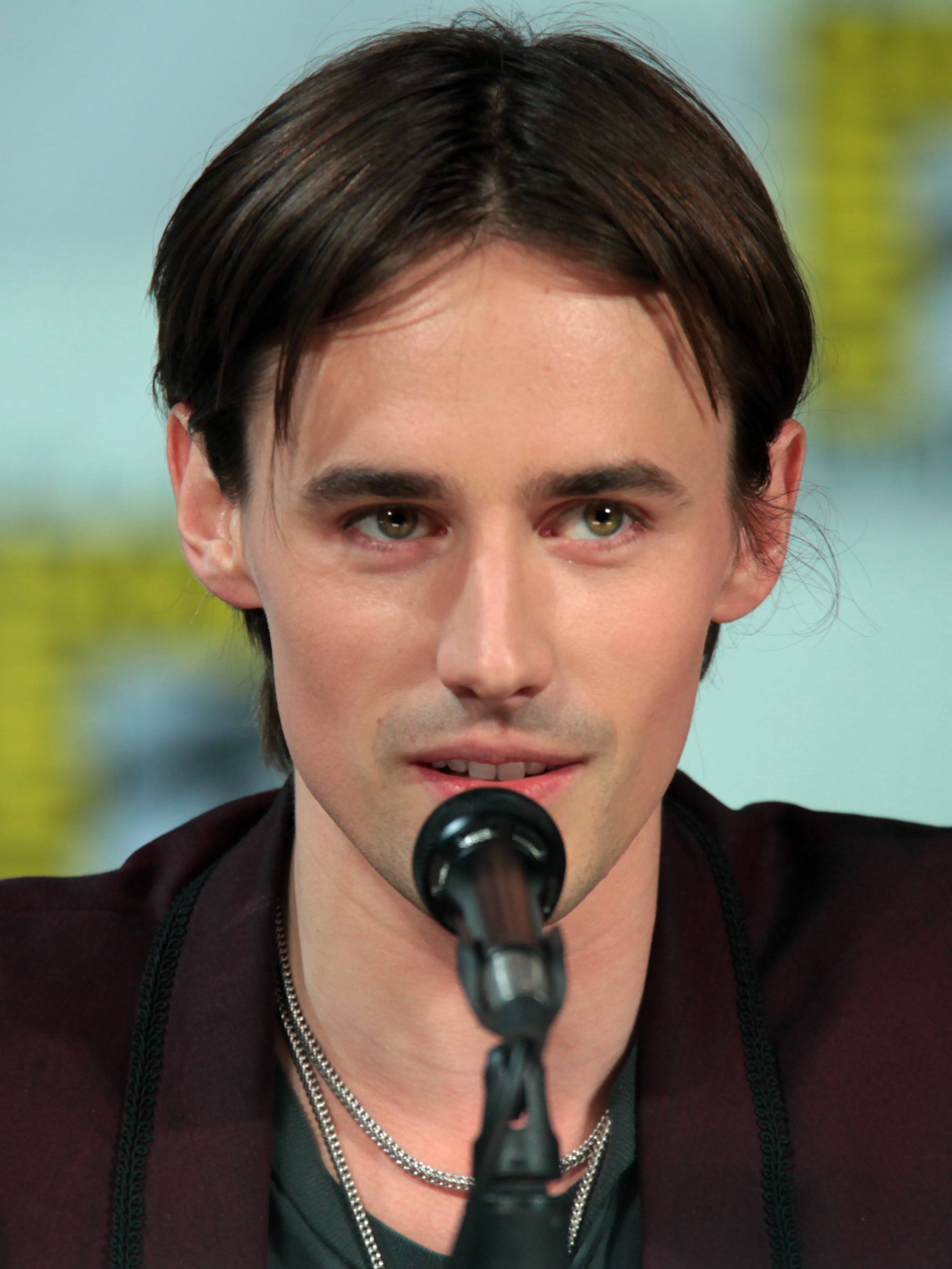
Reeve Carney (Dorian Gray)
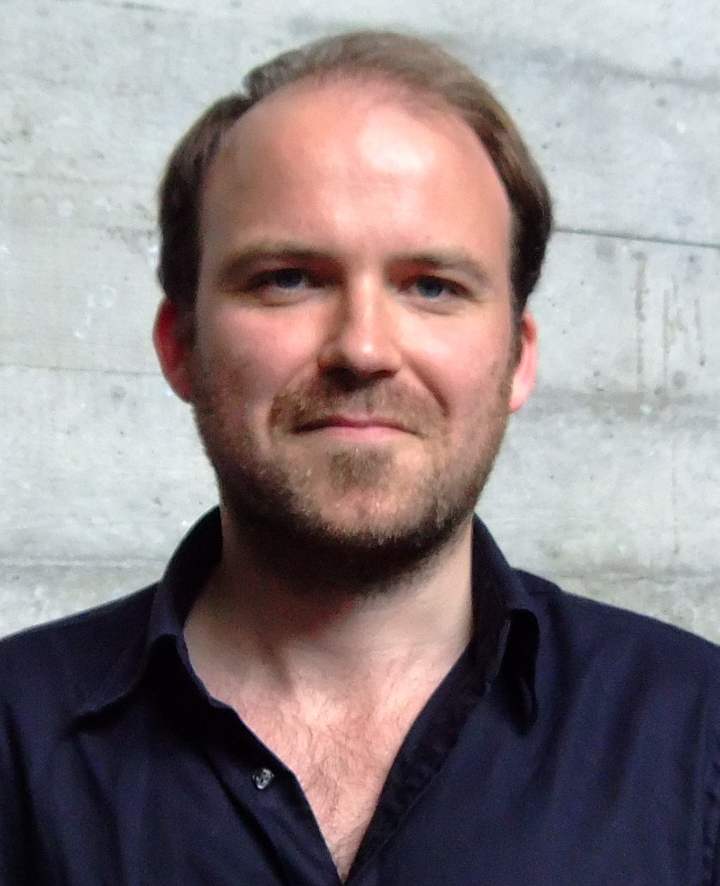
Rory Kinnear (John Clare / la créature de Frankenstein)
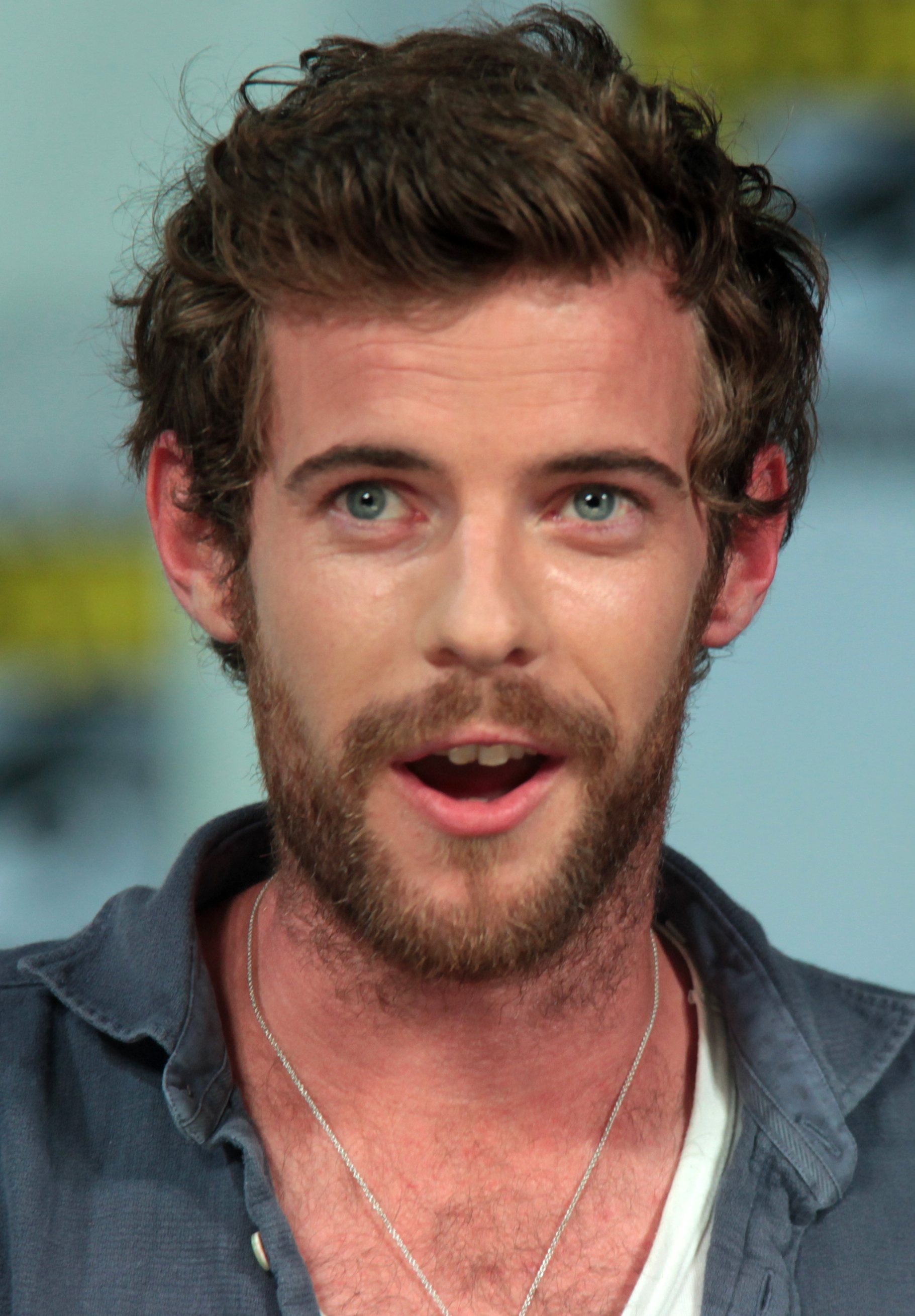
Harry Treadaway (Dr Victor Frankenstein)
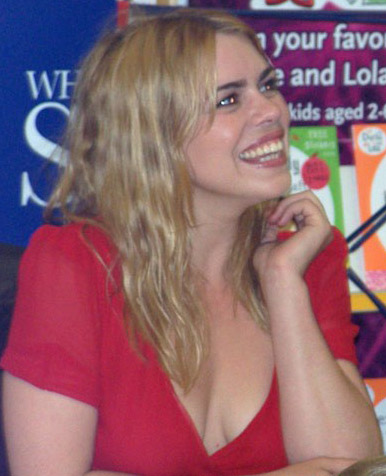
Billie Piper (Brona Croft / Lily Frankenstein)
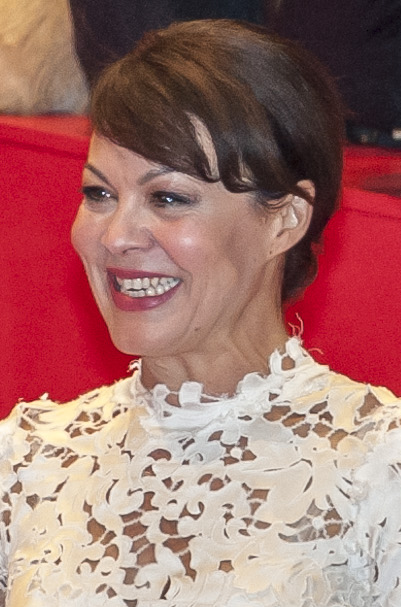
Helen McCrory (Mme Kali / Evelyn Poole)
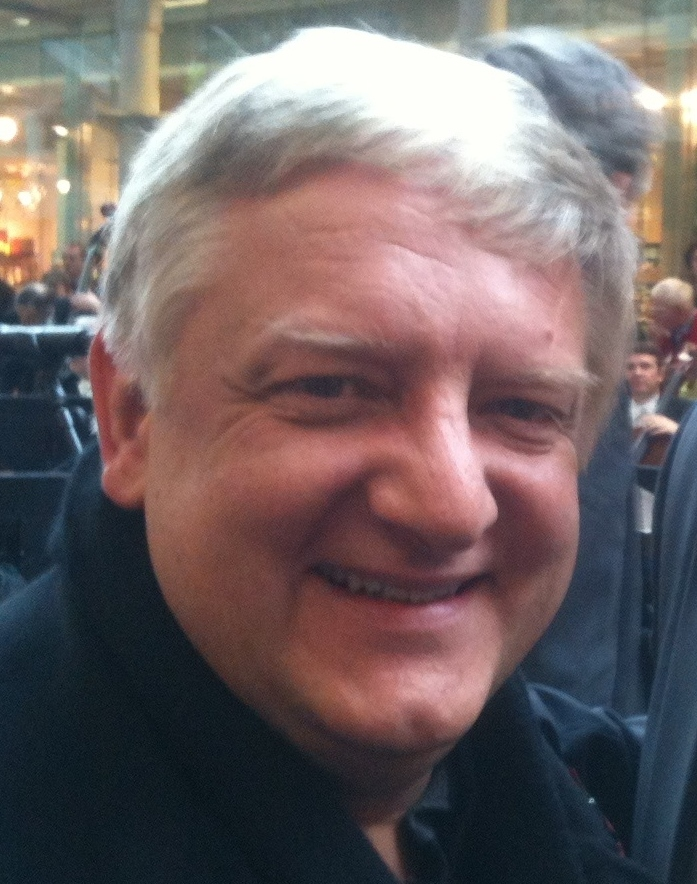
Simon Russell Beale (Ferdinand Lyle)

### Acteurs récurrents
- Olivia Llewellyn (en) (VF : Christèle Billault) : Mina Harker (saisons 1 et 2)
- Alex Price (VF : Antoine Fleury) : Proteus (saisons 1 et 2)
- Noni Stapleton (VF : Valérie Even) : Gladys Murray (saisons 1 et 2)
- Stephen Lord (en) (VF : Christian Visine) : Warren Roper (saisons 1 et 2)
- Graham Butler (VF : Julien Sibre) : Peter Murray (saisons 1 et 2)
- Alun Armstrong (VF : Denis Boileau) : Vincent Brand (saison 1)
- Olly Alexander (VF : Brice Ournac) : Fenton (saison 1)
- Hannah Tointon (en) (VF : Anne-Charlotte Piau) : Maud Gunneson (saison 1)
- David Warner (VF : Jean-Bernard Guillard) : Abraham Van Helsing (saison 1)
- Robert Nairne : le vampire (saison 1)
- Gavin Fowler : Simon (saison 1)
- Douglas Hodge (VF : Serge Biavan) : Bartholomew Rusk (saisons 2 et 3)
- Jonny Beauchamp (VF : Armelle Gallaud) : Angelique (saison 2)
- David Haig (VF : Guy Lamarque) : Oscar Putney (saison 2)
- Ronan Vibert : Sir Geoffrey Hawkes (saison 2)
- Ruth Gemmell (VF : Blanche Ravalec) : Octavia Putney (saison 2)
- Tamsin Topolski (VF : Laura Ollandini) : Lavinia Putney (saison 2)
- Sarah Greene (VF : Claire Morin) : Hecate Poole (saisons 2 et 3)
- Shazad Latif (VF : Anatole de Bodinat) : Dr Henry Jekyll (saison 3)
- Christian Camargo (VF : Bernard Gabay) : Dr Alexander Sweet / Dracula (saison 3)
- Samuel Barnett (VF : Hervé Rey) : Renfield, le secrétaire du Dr Seward (saison 3)
- Jessica Barden (VF : Kaycie Chase) : Justine (saison 3)
- Brian Cox (VF : Richard Leblond) : Jared Talbot (saison 3)
- Perdita Weeks (VF : Noémie Orphelin) : Catriona Hartdegen (saison 3)
Version française
  - Adaptation du sous-titrage : Rhys Guillerme
  - Société de doublage : Libra Films[7],[8]
  - Direction artistique : Catherine Le Lann[8]
  - Adaptation des dialogues : Joëlle Martrenchard et Aziza Hellal[8]

 Source et légende : version française (VF) sur RS Doublage et Doublage Séries Database

## Production

### Développement

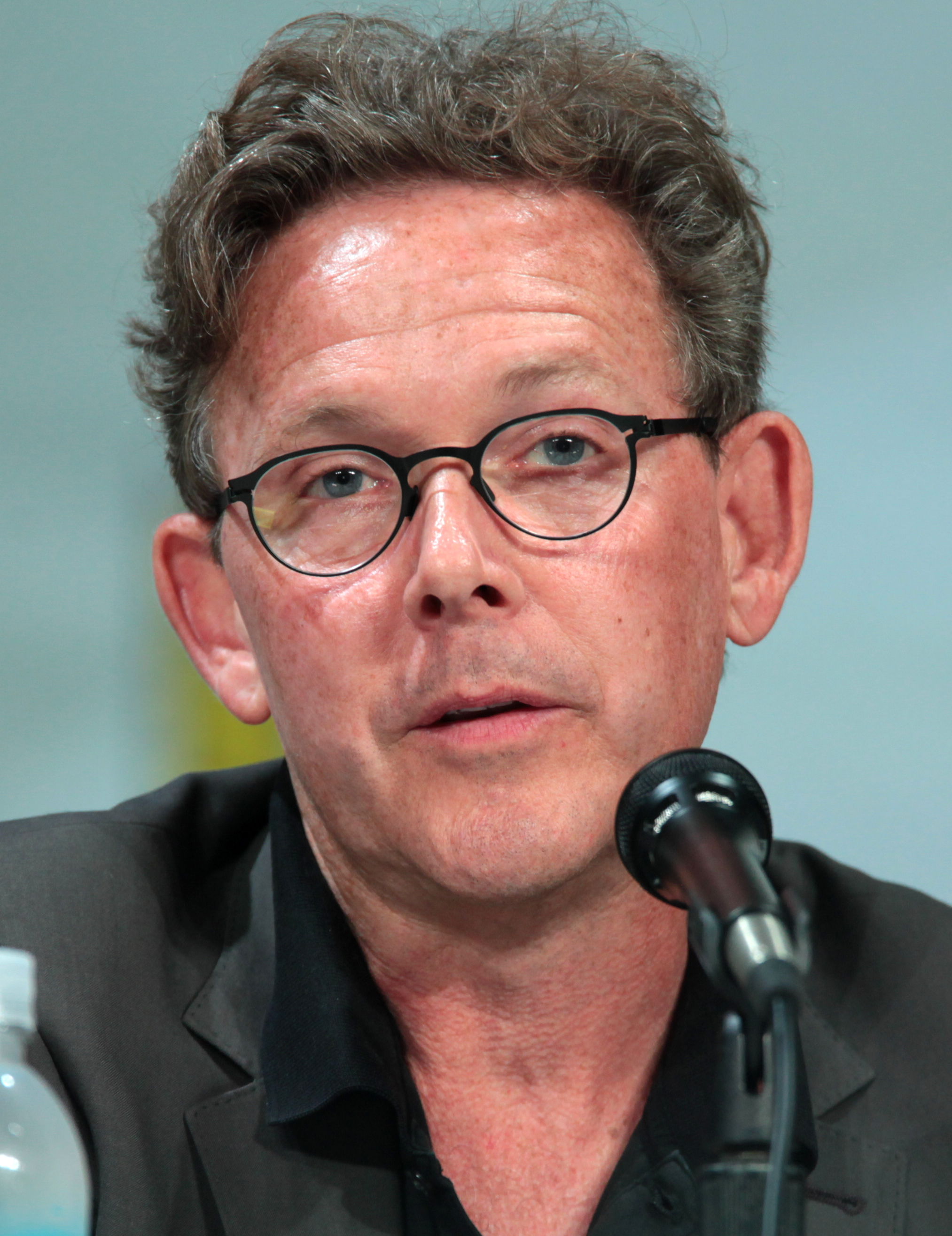
Le créateur et scénariste de tous les épisodes, John Logan, au Comic-Con de San Diego en 2014.

En janvier 2013, Showtime commande le projet créé et écrit par John Logan, réalisé par Sam Mendes (duo ayant aussi réalisé Skyfall), directement en série sans passer par la préparation d'un pilote au préalable.
En juin 2013, Showtime annonce que le réalisateur espagnol Juan Antonio Bayona réalisera les deux premiers épisodes de la série qui sera composée de huit épisodes.
En juin 2014, Showtime renouvelle la série pour une deuxième saison de dix épisodes diffusée entre mai et juillet 2015.
En juin 2015, Showtime renouvelle la série pour une troisième saison de neuf épisodes diffusée au printemps 2016.
Le 20 juin 2016, voulue au départ comme une sorte de trilogie, la série se termine selon le souhait de son créateur John Logan.

### Attribution des rôles
La distribution se compose dans cet ordre : Josh Hartnett, Eva Green, Timothy Dalton, Reeve Carney, Rory Kinnear,, Harry Treadaway, Billie Piper et Helen McCrory ont obtenu les rôles principaux, Simon Russell Beale et Danny Sapani des rôles le temps d'un ou deux épisodes.
En septembre 2015, Patti LuPone et Wes Studi ont obtenu un rôle principal puis Shazad Latif, Christian Camargo, Samuel Barnett et Jessica Barden un rôle récurrent lors de la troisième saison.
En octobre 2015, Brian Cox obtient un rôle récurrent durant la troisième saison.

### Tournage
Le tournage a débuté le 7 octobre 2013 à Cabinteely, dans la banlieue et le château de Dublin ainsi que dans le Ardmore Studios près de Wicklow, en Irlande. Le tournage a également lieu à Londres, au Royaume-Uni.

### Fiche technique
Sauf indication contraire, les informations mentionnées dans cette section peuvent être confirmées par la base de données cinématographiques IMDb,  présente dans la section « Liens externes ».
- Titre original et français : Penny Dreadful
- Création : John Logan
- Réalisation : J.A. Bayona, Coky Giedroyc, James Hawes et Dearbhla Walsh
- Scénario : John Logan
- Direction artistique : Jonathan McKinstry, Colman Corish, Conor Dennison, John King et Adam O'Neill (8 épisodes)
- Décors : Philip Murphy
- Costumes : Gabriella Pescucci
- Photographie : Owen McPolin, P. J. Dillon et Xavi Giménez
- Montage : Michele Conroy, Jaume Martí et Bernat Vilaplana
- Musique : Abel Korzeniowski
- Casting : Karen Lindsay-Stewart, Frank Moiselle et Nuala Moiselle
- Production : James Flynn, Chris W. King et Morgan O'Sullivan ;
  - Coproducteur : Nicholas Brown et Sheila Hockin
  - Producteur délégué : Pippa Harris, Sam Mendes, John Logan, Karen Richards et Belén Atienza
- Sociétés de production : Desert Wolf Productions et Neal Street Productions
- Sociétés de distribution : Showtime (télévision et VOD)
- Budget : 1 million de livre sterling[22] (estimation)
- Pays d'origine :  États-Unis,  Royaume-Uni
- Langue originale : anglais américain et britannique
- Format : couleur - 35 mm - 1,78:1 - son Dolby Digital
- Genre : série fantastique, d'horreur, dramatique, thriller
- Durée : 60 minutes

Age : -18 ans (en France)

## Épisodes

### Première saison (2014)
Composée de huit épisodes, elle a été diffusée du 11 mai 2014 au 29 juin 2014 sur Showtime, aux États-Unis.
1. Besogne nocturne (Night Work)
2. La Séance (Séance)
3. Résurrection (Resurrection)
4. Le Demi-Monde (Demimonde)
5. Une amitié fusionnelle (Closer Than Sisters)
6. Ce que la mort peut unir (What Death Can Join Together)
7. Possession (Possession)
8. Grand-Guignol (Grand Guignol)

Source titres originaux

### Deuxième saison (2015)
Composée de dix épisodes, elle a été diffusée du 3 mai 2015 au 5 juillet 2015 sur Showtime, aux États-Unis.
1. La Fraîcheur de l'enfer (Fresh Hell)
2. Verbis Diablo (Verbis Diablo)
3. Les Visiteurs de la nuit (The Nightcomers)
4. Les Esprits démoniaques en des lieux célestes (Evil Spirits in Heavenly Places)
5. Sous la voûte des cieux (Above the Vaulted Sky)
6. Les Horreurs sublimes (Glorious Horrors)
7. Petit Scorpion (Little Scorpion)
8. Memento Mori (Memento Mori)
9. L'Enfer est mon seul ennemi (And Hell Itself My Only Foe)
10. Et ils furent ennemis (And They Were Enemies)

Source titres originaux

### Troisième saison (2016)
Composée de neuf épisodes, elle a été diffusée du 1er mai 2016 au 19 juin 2016 sur Showtime, aux États-Unis.
1. Le Jour où Tennyson est décédé (The Day Tennyson Died)
2. Prédateurs proches et lointains (Predators Far and Near)
3. Le Bien et le Mal entrelacés (Good and Evil Braided Be)
4. Un brin d'herbe (A Blade of Grass)
5. Ce monde, notre enfer (This World Is Our Hell)
6. Nulle bête plus féroce (No Beast So Fierce)
7. La Mer se retire (Ebb Tide)
8. Nuit perpétuelle (Perpetual Night)
9. La Nuit sacrée (The Blessed Dark)

Source titres originaux

## Univers de la série
La série propose une reconstitution de l'ambiance victorienne à la fin du XIXe siècle, de ses bas fonds à ses milieux les plus aisés. L'élite intellectuelle et la bourgeoisie sont décrites sans concession. Le scénario s'appuie en grande partie sur la mode de l'ésotérisme qui s'y développe, en lien avec les découvertes archéologiques et les collections du British Museum.

## Personnages

### Principaux
Sir Malcolm Murray
Riche propriétaire, aventurier et homme élégant, accueille dans son grand appartement londonien une partie des protagonistes mais il cache aussi ses mystères et sa part sombre.
Vanessa Ives
Ténébreuse et mystérieuse, elle découvre ses dons, non sans en être effrayée. Elle vit chez Sir Malcolm, avec qui elle entretient une relation aussi forte qu'étrange.
Ethan Chandler
Expatrié américain et tireur habile, Ethan travaille dans un cirque lorsqu'il rencontra Vanessa Ives. Celle-ci lui propose alors un travail qui le mènera à rejoindre Vanessa Ives et Sir Malcolm dans leur étrange quête.
Dr Victor Frankenstein
Jeune médecin talentueux aux grandes ambitions, Victor parvient à réanimer les morts. Malheureusement, les conséquences de ses expériences passées le rattrapent...
Dorian Gray
Riche, beau et jeune, Dorian Gray l'éternel séducteur, organise de somptueuses soirées dans lesquelles se joue toujours une intrigue.
Brona Croft
Brona Croft est une immigrée irlandaise arrivée à Londres. Pauvre, elle doit se prostituer pour vivre. Sa vie bascule quand elle rencontre Ethan Chandler.
Sembene
Africain, il est l'homme à tout faire de Sir Malcolm. Il est totalement dévoué à celui-ci pour des raisons inconnues.